# Karaluchy (powieść)
Karaluchy (norw. Kakerlakkene) – powieść kryminalna norweskiego pisarza Jo Nesbø, opublikowana w 1998 r. Pierwsze polskie wydanie ukazało się w 2011 nakładem Wydawnictwa Dolnośląskiego, w tłumaczeniu Iwony Zimnickiej.